# N-Joy
N-Joy är en tysk radiostation som drivs av Norddeutscher Rundfunk (NDR) med säte i Hamburg. Stationens målgrupp är lyssnare mellan 14 och 29 år. Sändningsområdet inkluderar förbundsländerna Hamburg, Mecklenburg-Vorpommern, Niedersachsen och Schleswig-Holstein.